# Antoni Jabłoński (1896–1920)

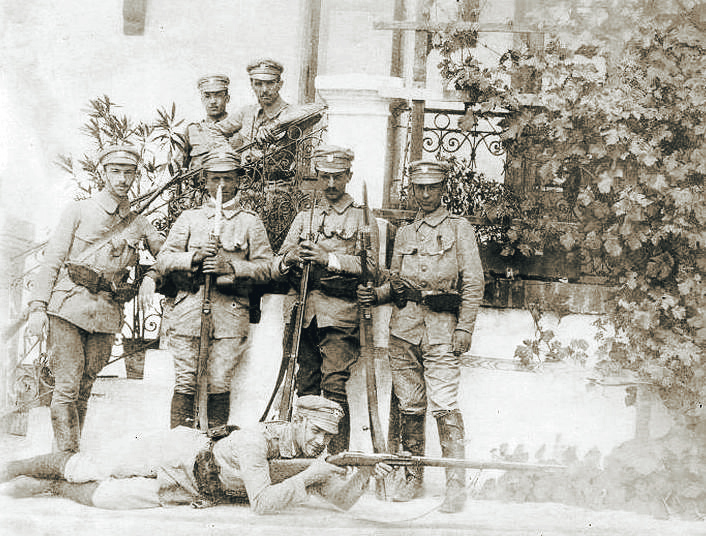
Siódemka Beliny w 1914 roku, na ganku dworu w Goszycach; Stoją od lewej Zygmunt Karwacki „Bończa”, Stanisław Skotnicki „Grzmot”, Janusz Głuchowski „Janusz” i Antoni Jabłoński „Zdzisław”. Nad nimi Ludwik Skrzyński „Kmicic” i dowódca patrolu, Władysław Prażmowski „Belina”. Leży Stefan Kulesza "Hanka"

Antoni Jabłoński ps. „Zdzisław” (ur. 13 czerwca 1896 w Usarzowie w powiecie opatowskim, zm. 22 października 1920 we Lwowie) – oficer I Brygady Legionów, major kawalerii Wojska Polskiego, kawaler Orderu Virtuti Militari.

## Życiorys
Był synem Zdzisława i Marii Matyldy z d. Prawdzic-Szczawińskiej, ziemian. Po skończeniu w Radomiu szkoły średniej handlowej w 1913 wstąpił na Uniwersytet Franciszkański we Lwowie we Lwowie. Jako uczeń działał w środowisku zarzewiackim, w latach 1912–1913 współprzewodniczył związanej z nim organizacji „Pet” („Przyszłość”) w Radomiu, w czasie studiów we Lwowie zaś należał do Związku Strzeleckiego. Ukończył kurs oficerski, a w lipcu 1914 brał udział w letnim kursie instruktorskim w krakowskich Oleandrach. 
Od 1914 do 1917 służył w szwadronie (następnie dywizjonie i pułku) W. Beliny-Prażmowskiego i jako najmłodszy uczestnik tzw. „siódemki” przekraczał z, nim 2 sierpnia 1914 granicę rosyjską. W 1915 mianowany podporucznikiem i adiutantem Beliny w dywizjonie ułanów. Od 6 lutego do 1 kwietnia 1917 wykładał przedmiot „terenoznawstwo” na kawaleryjskim kursie podoficerskim przy 1 pułku ułanów w Ostrołęce. Latem tego roku, po kryzysie przysięgowym, został internowany do marca 1918 w Beniaminowie, następnie działał w POW. W czasie służby w Legionach awansował kolejno do stopnia: kaprala patrolowego (1 września 1914), wachmistrza (15 listopada 1914), chorążego (5 marca 1915), podporucznika (2 lipca 1915) i porucznika (1 listopada 1916). Wiosną 1916 r. podczas walk pozycyjnych na Wołyniu, w Trojanówce, został sportretowany przez Zygmunta Rozwadowskiego (trzy sporządzone wówczas wizerunki Jabłońskiego znajdują się w zbiorach Muzeum Narodowego w Krakowie).
Z dniem 1 listopada 1918 został przyjęty do Wojska Polskiego. W Krakowie przy 5 pułku piechoty Legionów zorganizował „Szwadron Kadrowy 1-go pułku ułanów”. 6 listopada 1918 wydał pierwszy rozkaz dzienny szwadronu. 17 listopada 1918 dowodzony przez niego szwadron został przeniesiony do Przemyśla, gdzie w styczniu następnego roku rozwinął się w dywizjon, który otrzymał nazwę „Dyon 1 Brygady Kawalerii”. 17 grudnia 1918 został mianowany rotmistrzem. 16 marca 1919 dowodzony przez niego pododdział został włączony w skład 11 pułku ułanów, a on sam objął stanowisko zastępcy dowódcy pułku. W kwietniu 1919 wziął udział w wyprawie wileńskiej. 19 kwietnia został ranny w czasie walk o Wilno. W okresie od 16 czerwca do listopada 1919 był słuchaczem I Kursu Wojennej Szkoły Sztabu Generalnego w Warszawie. Po ukończeniu kursu i otrzymaniu tytułu „przydzielony do Sztabu Generalnego” został wyznaczony na stanowisko szefa Oddziału III Sztabu Frontu Wołyńskiego. 15 lipca 1920 został zatwierdzony z dniem 1 kwietnia 1920 roku w stopniu majora, w kawalerii, w grupie oficerów byłych Legionów Polskich. Pełnił wówczas służbę w dowództwie 2 Armii. 28 lipca 1920 objął dowództwo 11 pułku ułanów. W sierpniu obłożnie zachorował. 12 października 1920 pod Nową Sieniawką nad Bohem został ciężko ranny. Zmarł 22 października 1920 w szpitalu we Lwowie, w następstwie odniesionej rany. Pochowany na cmentarzu parafialnym w Modliborzycach koło Opatowa. Pośmiertnie został mianowany podpułkownikiem.

## Upamiętnienie
23 marca 1922 zebranie korpusu oficerskiego pułku podjęło uchwałę w sprawie nadania oddziałowi nazwy „11 pułk ułanów legionowych imienia podpułkownika Antoniego Jabłońskiego”. Nazwa pułku nie została oficjalnie zatwierdzona.
Jego życiorys opisał Karol Koźmiński w książce pt. Kamienie na szaniec, wydanej w 1937.

## Ordery i odznaczenia
- Krzyż Srebrny Orderu Wojennego Virtuti Militari (1922)[17]
- Krzyż Niepodległości
- Krzyż Walecznych – czterokrotnie (po raz pierwszy w 1922)[18]
- Odznaka Pamiątkowa „Pierwszej Kadrowej”[19]